# 車止め

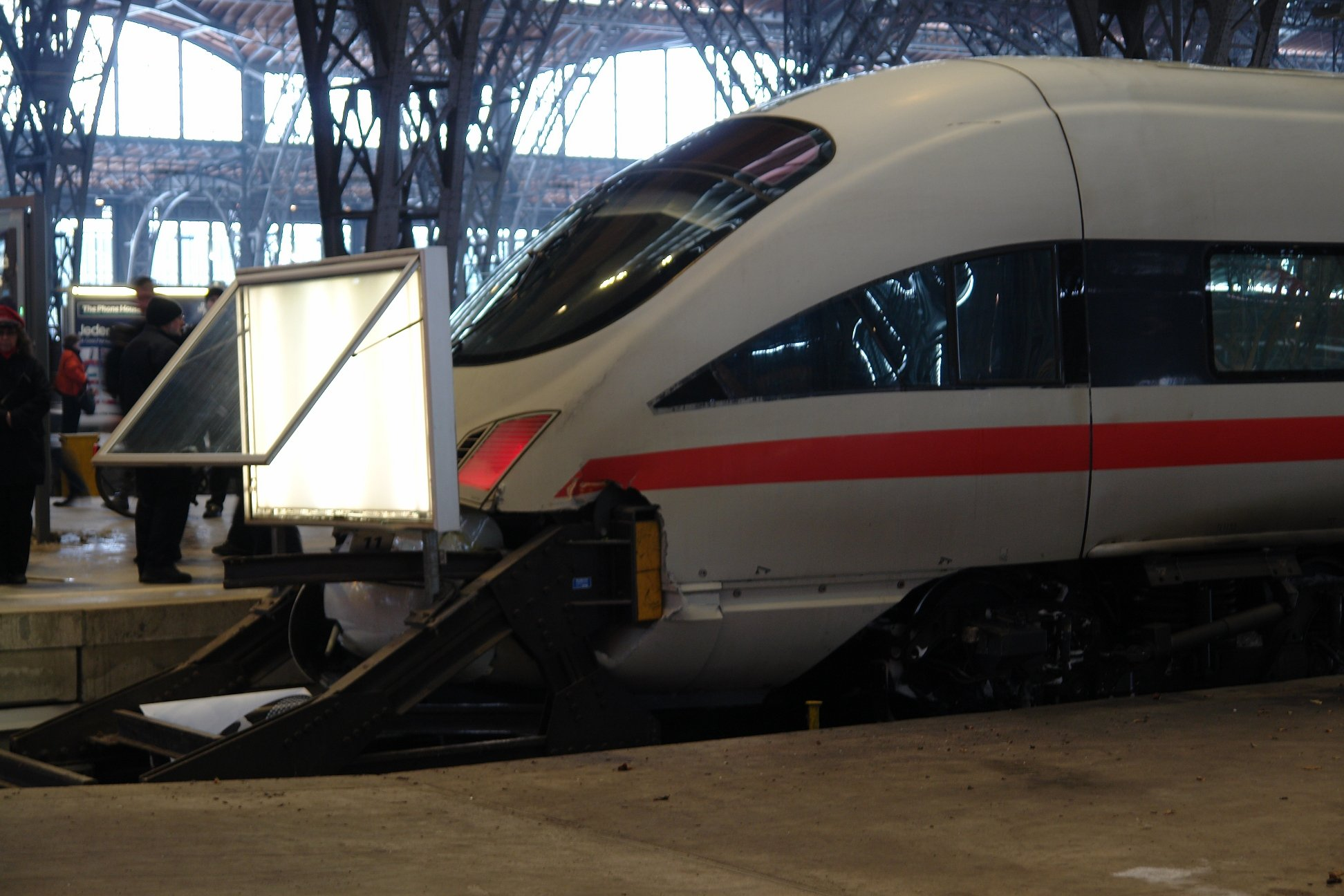
車止めに衝突した列車（2010年12月29日、ライプツィヒ中央駅での事故）

車止め（くるまどめ）とは、停止すべき位置を越えて走行してきた、自動車または鉄道車両を強制的に停止させるための構造物である。自動車の駐車場や鉄道線路の終端に設置される。

## 概要
車止めのメーカーであるサンポールは「車止め」と呼ばれるものを以下の3種類に分類している。
- 歩車道や敷地の境界などで自動車の進入を抑止する「車止めポール」
- 駐車場などで自動車の停止位置の目安となり、定められた区画からはみ出さないようにする「車止めブロック」（タイヤ止め）
- 停止位置を越えた列車を止めるための線路終端に設置される装置

自動車は、運転者が停止位置を知るため故意に車止めへタイヤを接触させることがあり、自動車用の車止めは接触（微速な衝突）が常に生じることを前提とした構造や設置方法が採られる。コンクリート製のものが多い。
鉄道においては、車両が車止めに接触することは異常事態や事故であり稀で、鉄道車両用の車止めは頻繁に車両が接触や衝突することを考慮しておらず、車止め自体が破損することで衝突の衝撃を緩和する構造のものが多い。構造はコンクリート製やバラストを積んだものなどがあり、多くの車止めはそれが機能したのちには復旧工事を必要とする。

## 自動車の車止め

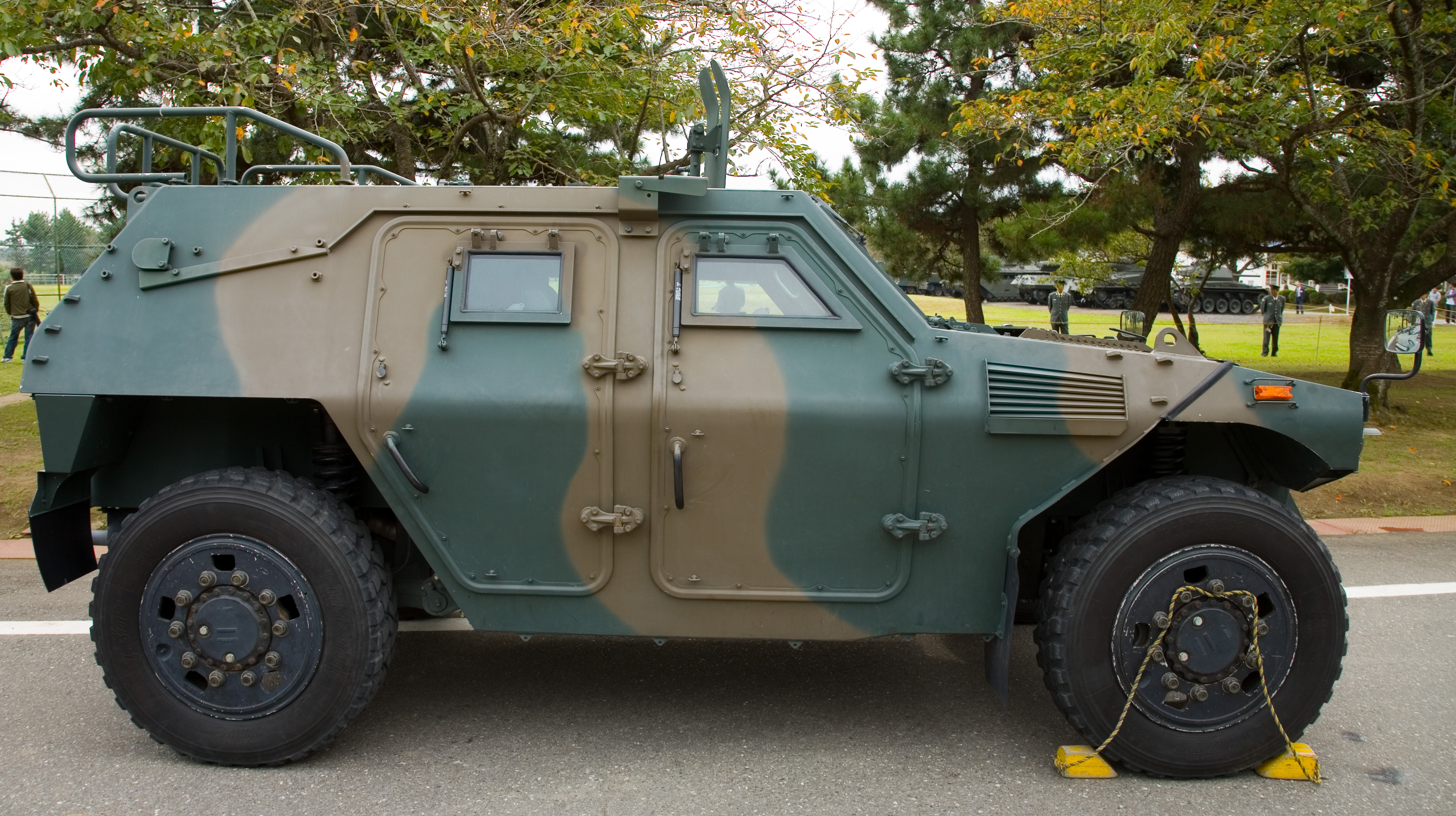
手歯止め（輪留め、輪止め、ハンドスコッチ）

### 車止めブロック
自動車のタイヤを動かなくさせる物理的な役割のほか、これ以上行けないことをタイヤの感触で示す意味も大きい。素材はタイヤの重量がかかっても割れないようコンクリートやプラスチック、ゴム、角型鋼管、御影石などが用いられる。一般的に長辺400 - 700 mm、高さ 100 - 200 mmで重さは1- 30 kgほどである。国土交通省の『建築工事標準詳細図』では長辺600 mm、短辺200 mm、高さ120 mmでM12のアンカーボルトを埋め込みエポキシ樹脂の接着剤で地面と接着させるプレキャストコンクリート製のものを標準として例示している。設置位置は駐車場のマス後方から1000 - 1200 mmが標準である。反射材を取り付けて車止めの存在を示すことも多い。使用を終えた車止めは歩車道間の段差スロープとして再利用されている例もある。
製品名としてはパーキングブロック（サイコン工業）、プラストップ（アフロディテ）、カーストッパー（ミズキ、TOEX）などがある。
また、三角形をした携帯用の車止め（手歯止め）もある。材質は、木製、鉄製などがあり、パンク修理などの非常用として折りたたみ式の車止め（輪止め）もある。止まっている車を固定し安全を確保するためのもので、走って（動いて）きた車を強制的に止めるものではない。

### 車止めポール

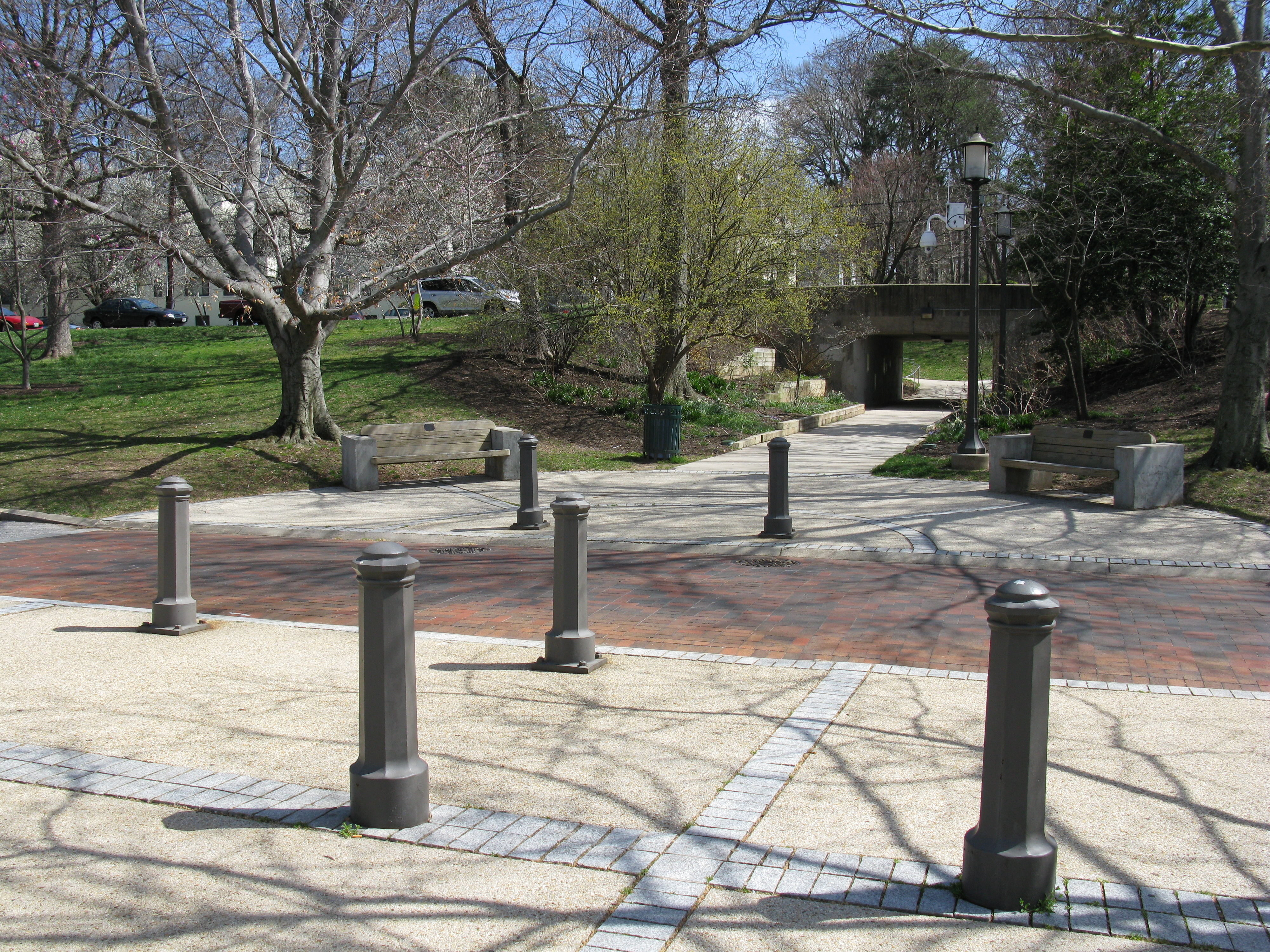
ボラード

自動車の進入を防ぐために物理的な障害として立てられる。使用していない時は地面に収納するものや、鎖によって繋がれている上下式タイプ（チェーンポール）もある。太り柱のものは岸壁に船を係留させるものから転じてボラードと呼ばれている。高さは50 - 80 cm、重さ5 - 40 kgほどで、上下式や脱着式のものは錠が付いている。
製品名としてはバリカー（帝金）、ムーブボラード（ヒガノ）、エキスポール（ユニオン）など。ミツギロンからはプラスチック製の車止めとしてアーチスタンドやチェーンスタンドが販売されている。

## 鉄道の車止め

### 構造

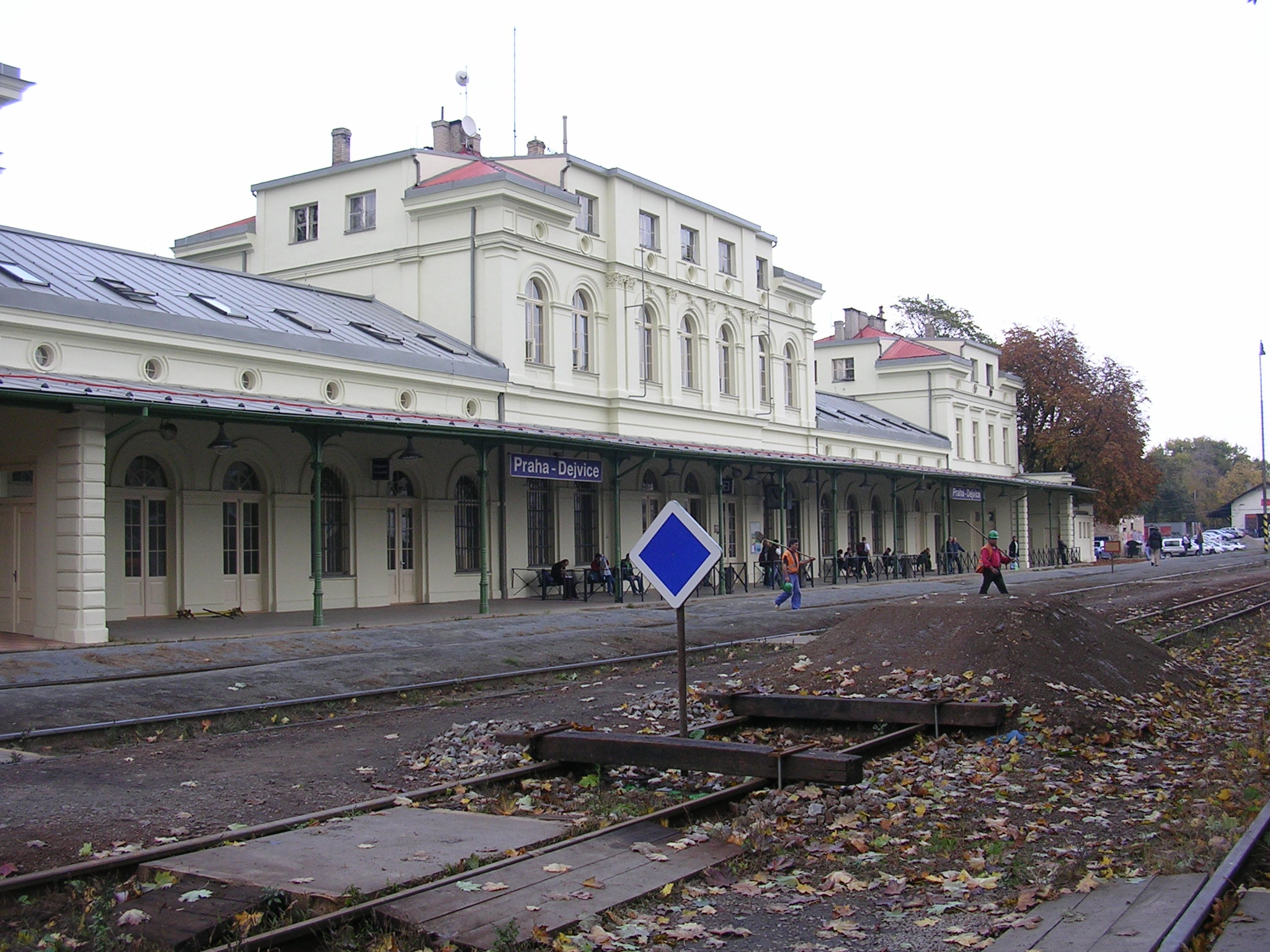
枕木と土砂の車止め（チェコ）

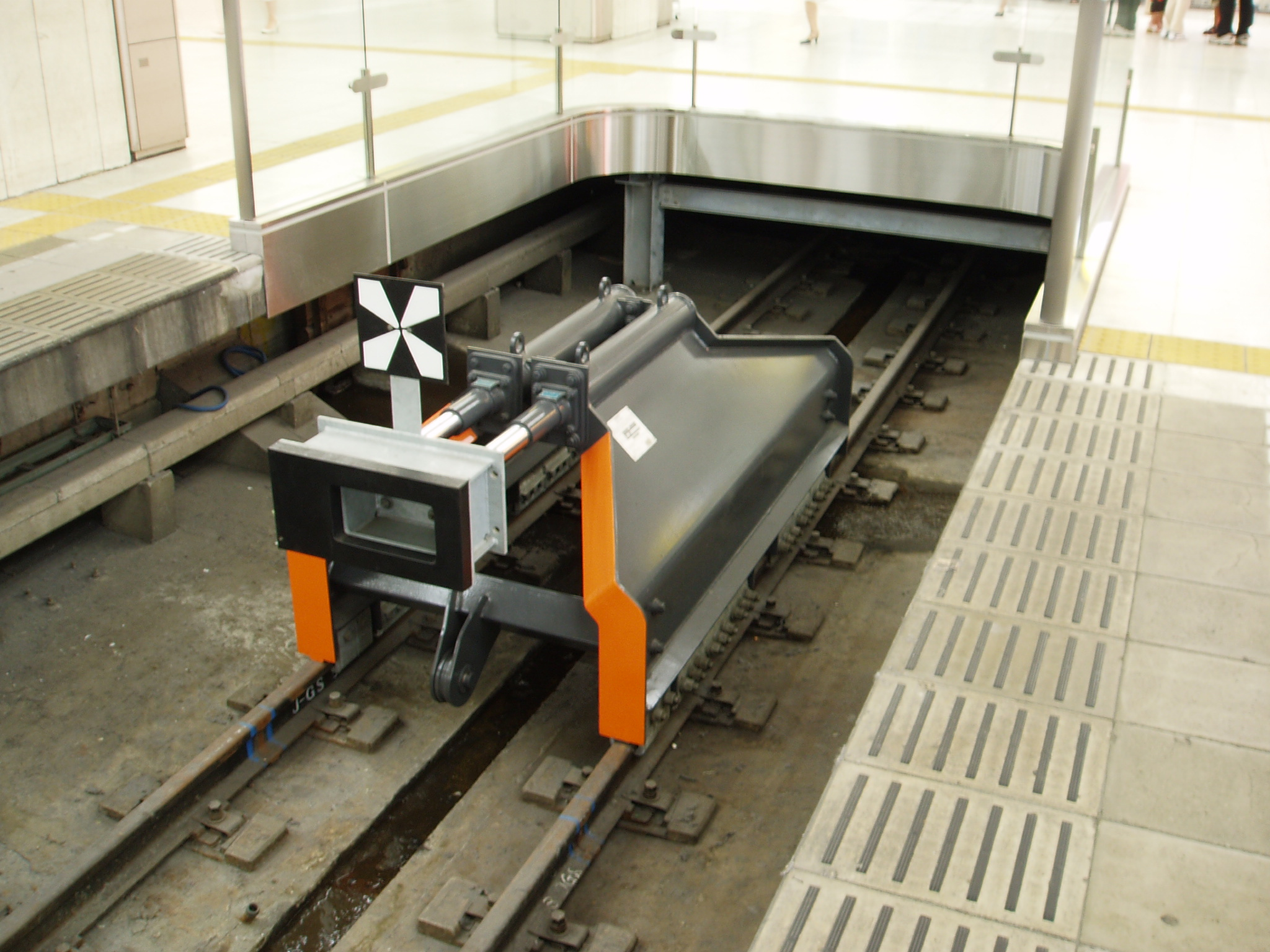
油圧式の車止め（日本）

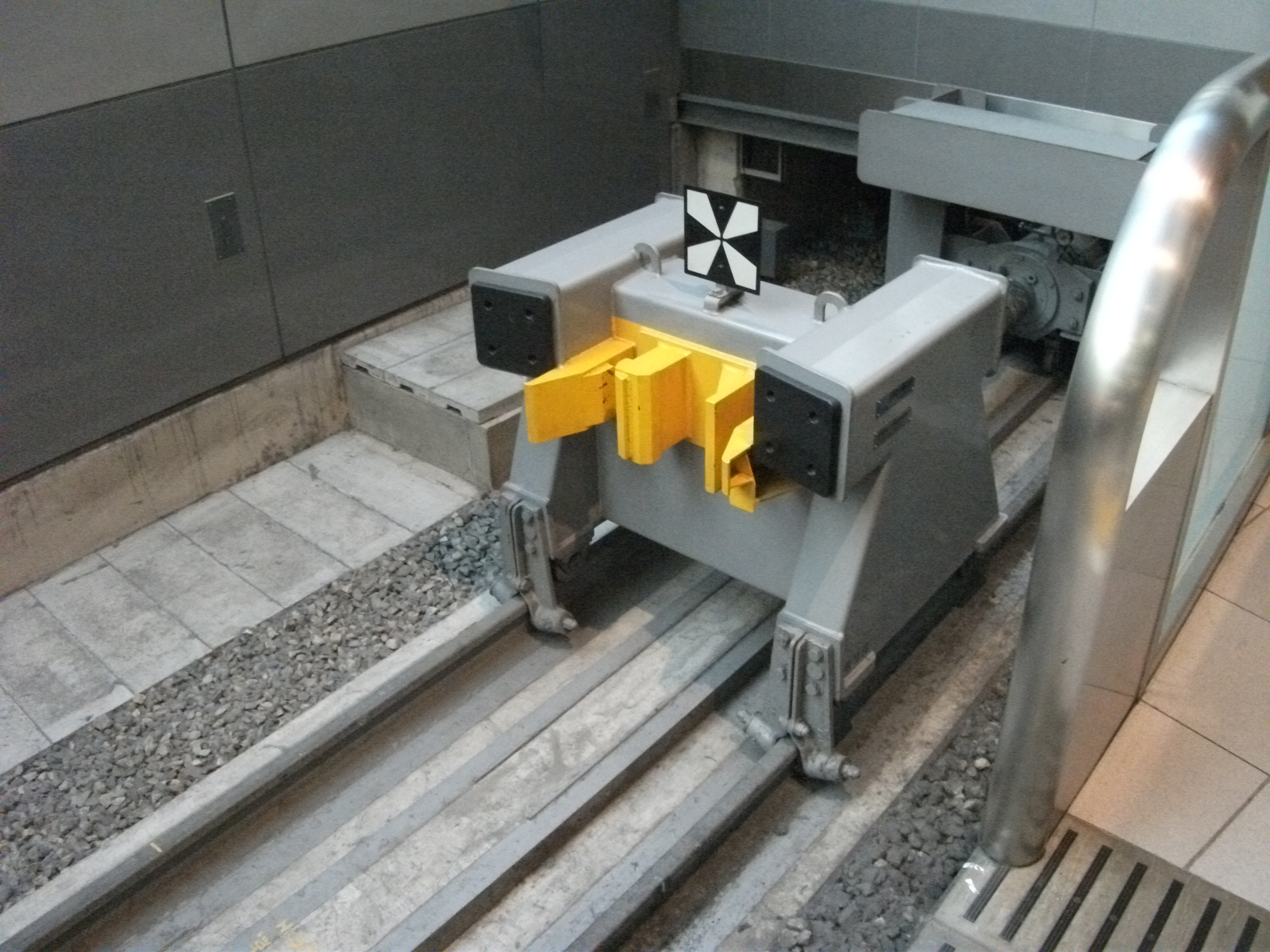
日本車輌製造・カヤバ工業製の車止め（京王井の頭線・渋谷駅）

枕木
通常はレールの下に敷かれている枕木を1本ないし数本束ねてレールの上面に渡して針金などで固定し、簡易的な車止めとしているものもある。またそれとは別に、前述の他種の車止めにおいて車両が最初に接触する位置に取り付けられ、車止め本体・車体双方の破損防止のクッション代わりとされる例もある（当然、その役目を果たせるのは衝突の衝撃がごく弱い場合に限られる）。いずれの場合も、大抵は余剰や使い古しなどの木製のものが使われる。
油圧式
油圧式の緩衝装置が列車を迎える形で設置されているもので、万一列車が過走しても低速ならば比較的安全に停止させる事ができる（危険が全く無いという意味ではない）。用地が少なくて済む上に強度・安全性に優れ信頼性も高いが、他種に比べて格段に高価なため、採用されるのは利用客が多く信頼性と安全性が特に要求される大都市の頭端式ホームの終端などごく限定的である。
摩擦式
レールに対し鋼製ブロックを締結した単純な構造でありながら高い効果が認められており、日本でも大手私鉄を中心に採用例が増加している。ドイツのRAWIE社が1909年 に特許を取得。

### 強度
車止めがその役目を果たすにも限界はある。土佐くろしお鉄道宿毛駅衝突事故のように、車両がある程度以上の速度で衝突した場合、車止めが破壊され車両がそれを乗り越えていくこともある。
限界となる速度は車止め及び車両の種類や構造などによっても異なるが、自動車と比較すると鉄道の場合は低速でも被害が大きくなりがちである。そのため、線路終端の手前に速度照査付きの自動列車停止装置（ATS）や自動列車制御装置（ATC）を設置して列車を予め強制的に減速あるいは停止させ、車止めへの衝突時のショックや車体の損害を少しでも緩和したり、車止めへの衝突そのものを防止しようという取り組みもある。そうでなくても、車止めのすぐ先に川や崖、民家、公道等がある場合や高架の終端など、列車の過走が直ちに乗客や第三者の生命・財産の危機へと直結するような場合に備えて、確実性向上のために複数種の車止めを相互間のバックアップとして併設しているケースは古くから多く見られる。

### 標識
| 車止標識の例（日本） |  | 安全側線緊急防護装置（タピット） |
| 車止標識の例（日本） |  | 安全側線緊急防護装置（タピット） |

鉄道の車止めでは、車止め本体と一緒に線路の終端を示す標識が設置されている事がほとんどである。設置条件などによっては反射材を使用して光（主に列車の前照灯によるもの）を反射させたり、電球・LEDなどが内蔵され標識自体が発光する機能を備えたものなどがあるが、それら自体はあくまで標識であって車止めではなく、車両を直接的に停止させる機能やその一部を担っているわけでもない。
また、主に安全側線において、短い梯子もしくは柵状の装置が設置されていることがあるが、これは「安全側線緊急防護装置（タピット）」と呼ばれるもので、設置されている場所や形状は似ているが車止めではない（同装置の詳細は安全側線#課題と対策を参照）。

### 日本における分類
第1種車止め
線路を覆うように砂利を盛っただけのものを言う。設置・撤去が容易であるため、主に安全側線や、近い将来に延伸（＝車止めの撤去）の予定がある暫定的な終端等で使われる。砂利は線路下に敷いてあるバラストと同じ材料を使用するため、コスト面ではコンクリート式に比べて有利である。簡単に崩れやすい構造のため、万一の際に車両や乗客・貨物に与えるダメージが小さい反面、強度は高いとは言えない。その強度を補うため設置には数十m単位の細長い用地が必要で、長さは手前1kmの平均勾配で決められている。近年はコスト面からバラスト式の採用も目立ってきている。
第2種車止め
鋼材を櫓型に組んで作られたもの。最も一般的で、引き上げ線や電留線などに幅広く使用される。設置に必要な用地が短くて済み、また材料には古レールなどの既存資材を有効活用した例が多く見られる。部分廃止などで新たに設置されるのは大抵このタイプ。
第3種車止め
レールを上方に向かって（逆U字形に）曲げることで車止めの機能を果たすもの。設置にあたって特別な材料や用地を必要としない反面、構造が簡易的で強度はさほど高くない。主に保線材料線等の終端で使われる。
第4種車止め
コンクリートの塊を線路端に置いたもの。制走堤とも言う。設計次第では車止めを挟んで両面から使用できるため、用地の有効活用が求められる留置線で多用される。秋田駅や箱根湯本駅、新白河駅などでは、同じホームに面し元々1本に繋がっていた線路を改軌などの際にホーム中程で分断し、その両側をそれぞれ行き止まりの別々のホームとして機能させるために採用されている。

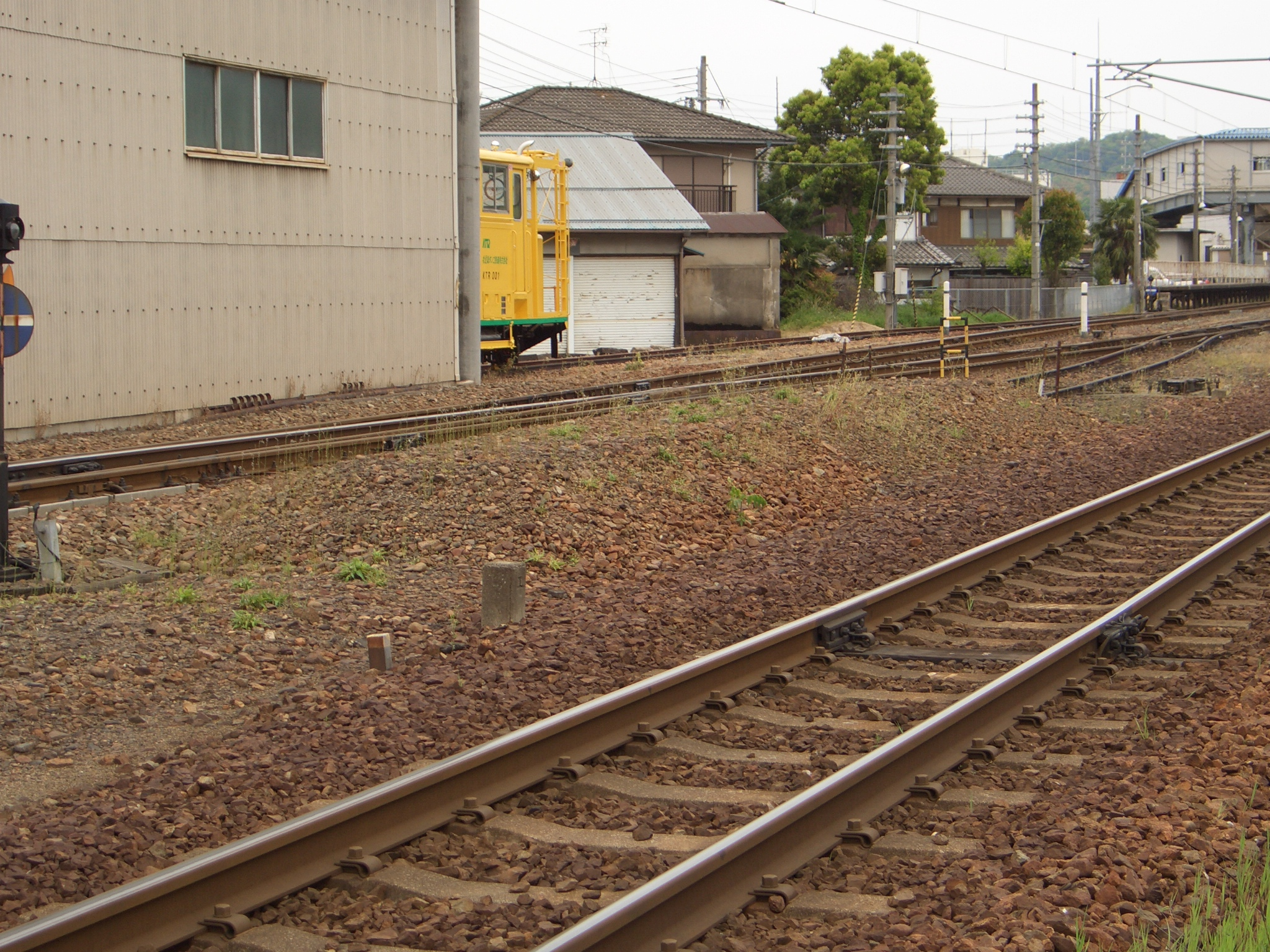
第1種車止め
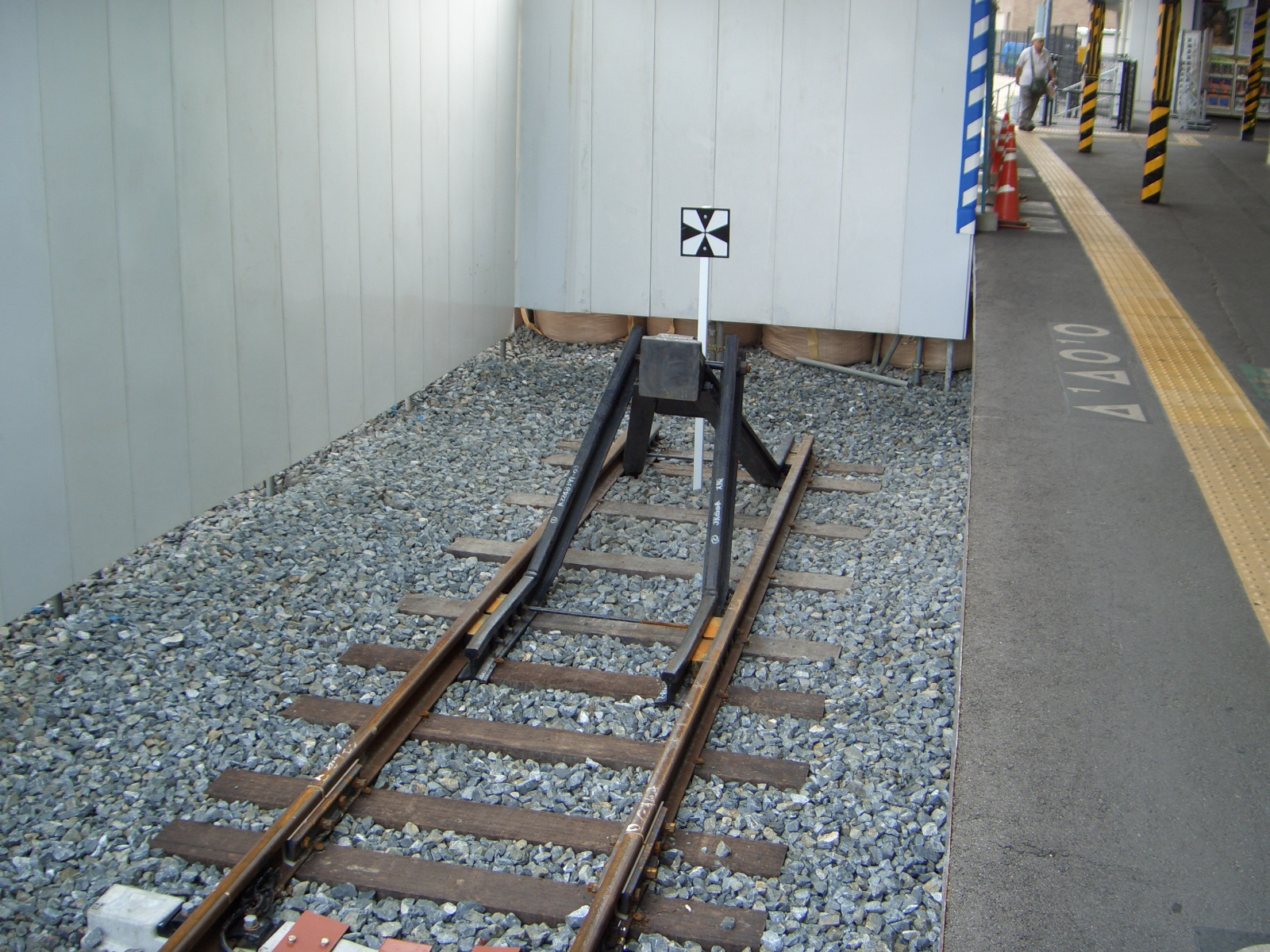
第2種車止め
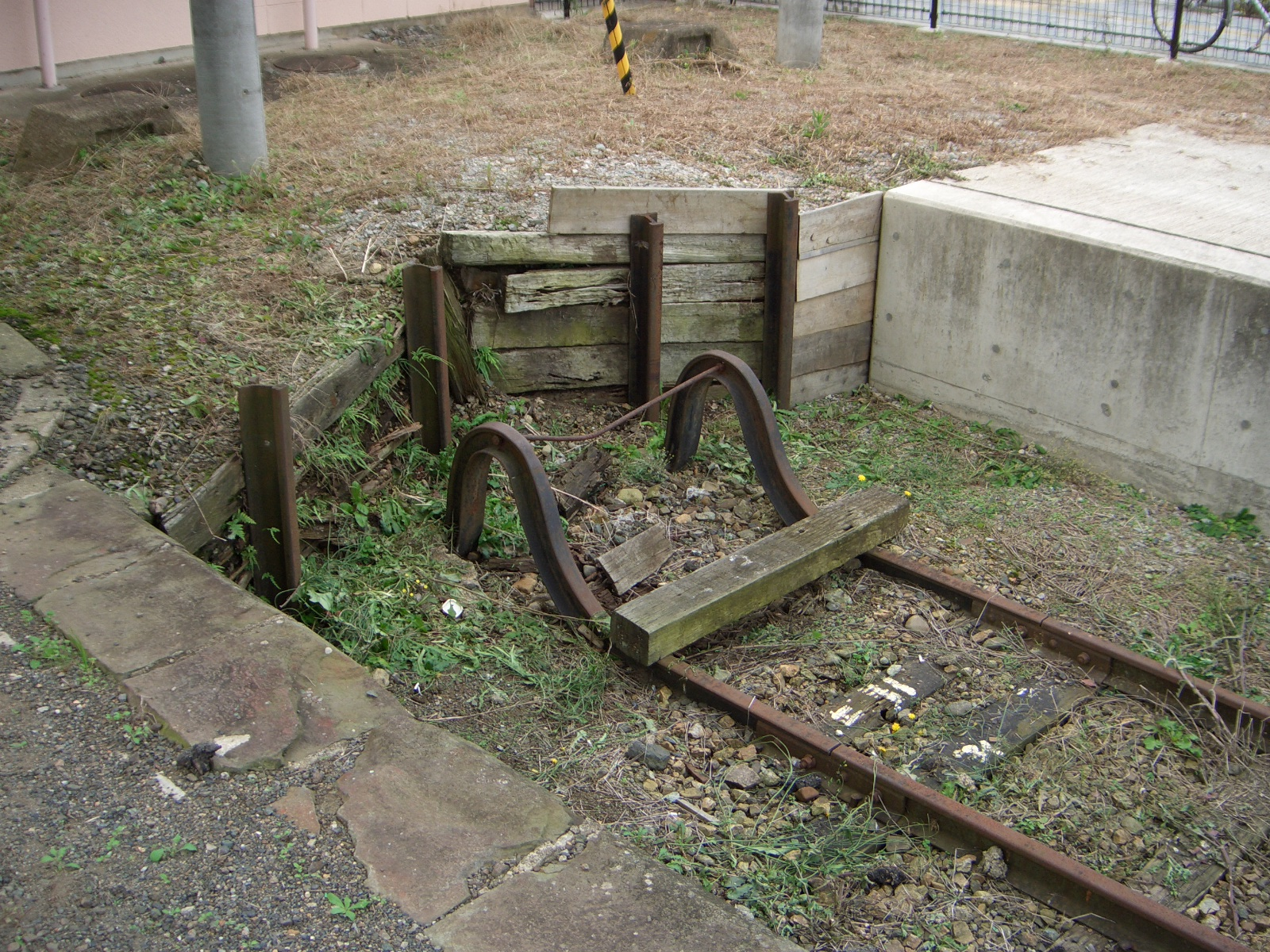
第3種車止め、手前に枕木を設置
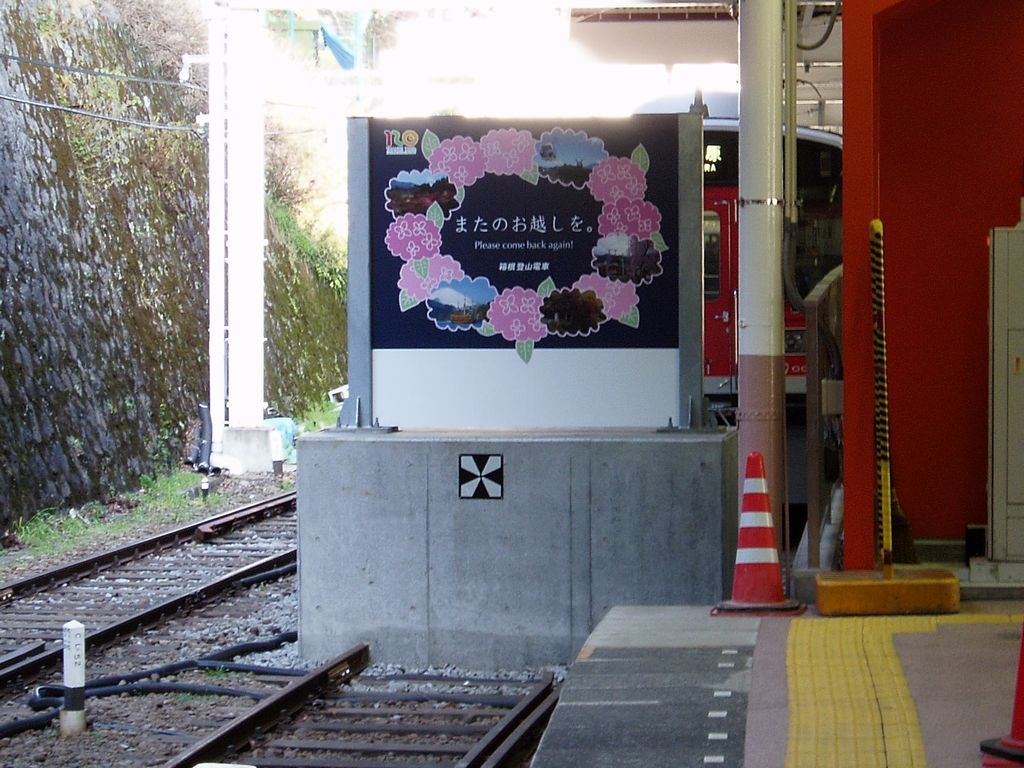
第4種車止め。車止めを挟んだ両面を使用した例（箱根湯本駅）
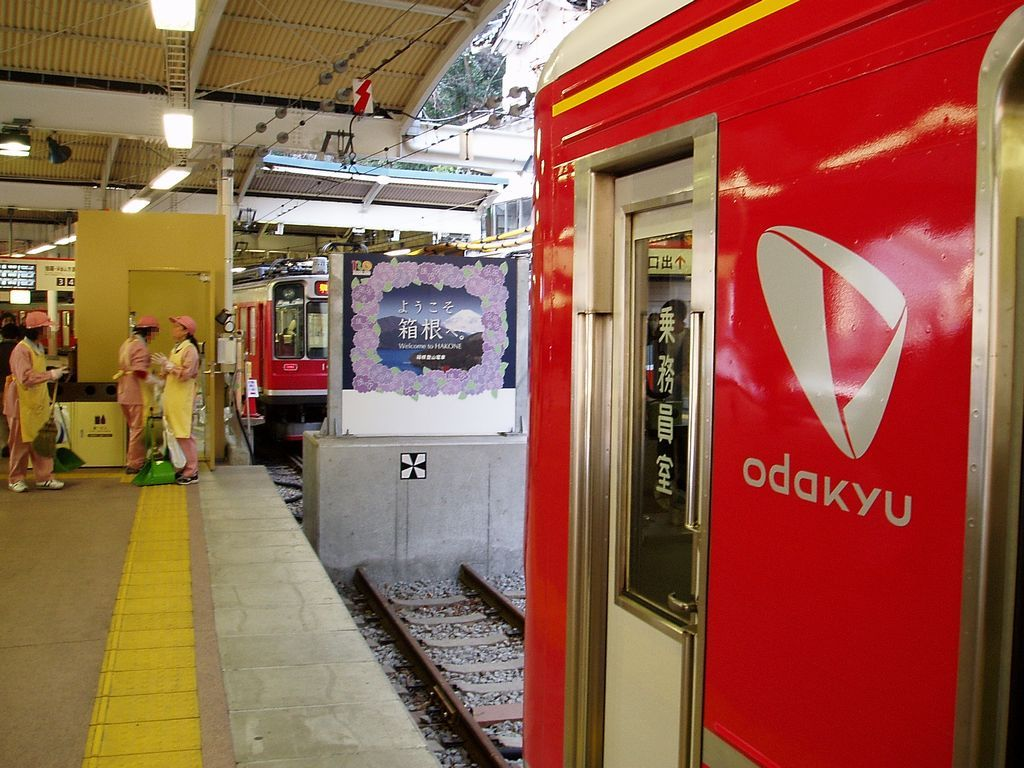
同じ車止めの反対側